# Mary Adela Blagg
Mary Adela Blagg (Cheadle, 17 maggio 1858 – Cheadle, 14 aprile 1944) è stata un'astronoma britannica.
Contribuì significativamente alla selenografia e allo studio delle stelle variabili. Le è dedicato il cratere Blagg.

## Biografia
Era nativa di Cheadle, cittadina dello Staffordshire, che non abbandonò per quasi tutta la vita e da cui condusse l'interezza dei suoi studi. Proveniva da una famiglia facoltosa, e viveva per questo di rendita. Fu autodidatta, imparando la matematica grazie ad un libro di testo del fratello.
Si interessò di astronomia solo alla fine del XIX secolo, quando cominciò a corrispondere con l'astronomo Joseph Hardcastle, nipote di John Herschel. Questi la spronò a studiare la materia e in particolare a dedicarsi alla selenografia, allora branca astronomica molto confusionaria che soffriva della mancanza di uniformità della nomenclatura utilizzata dagli astronomi. Mary Blagg, in collaborazione con Samuel Arthur Saunder, cominciò così un meticoloso lavoro di catalogazione e uniformazione della nomenclatura lunare, che la mantenne impegnata per molti degli anni successivi e la fece assurgere a punto di riferimento della comunità astronomica britannica. In riconoscimento del suo impegno, nel 1905 l'Associazione Internazionale delle Accademie le assegnò il compito di stilare una lista completa di tutte le caratteristiche geografiche lunari, in modo da permetterne una catalogazione unitaria, lavoro che completò infine nel 1913. Per i suoi meriti, nel 1916 divenne membro della Royal Astronomical Society.
Altro settore di ricerca furono le stelle variabili, che Blagg studiò assieme a Herbert Hall Turner. In particolare Mary Blagg, studiando i dati raccolti dalle osservazioni della stella Beta Lyrae, predisse correttamente il suo progressivo indebolimento luminoso nel corso dei decenni successivi.
Durante la prima guerra mondiale si occupò di aiutare i rifugiati belgi giunti a Cheadle. Nel 1920 entrò a far parte della Commissione Lunare dell'Unione Astronomica Internazionale, e assieme al collega tedesco Karl Müller approfondì nuovamente la nomenclatura lunare, pubblicando nel 1935 il volume Named Lunar Formations, testo di riferimento per la selenografia del tempo.
Morì nel 1944 a causa di problemi cardiaci. Non si era mai sposata né aveva figli, e aveva sempre comunicato col resto della comunità astronomica prevalentemente per lettera. Il lavoro di Mary Blagg, svolto in un'epoca in cui erano disponibili solamente fotografie spesso poco dettagliate della superficie lunare, fu notevole e costituì la base delle osservazioni lunari almeno fino agli anni 1960.

## Commemorazioni
A Mary Adela Blagg è dedicato il cratere Blagg sulla Luna. Inoltre a Cheadle, sua città natale, è presente un monumento in suo onore, costituito da una sfera armillare gigante.